# Victorella muelleri
Victorella muelleri is een mosdiertjessoort uit de familie van de Victorellidae. De wetenschappelijke naam van de soort is, als Tanganella muelleri, voor het eerst geldig gepubliceerd in 1887 door Kraepelin.